# Piperia colemanii
Piperia colemanii là một loài lan quý hiếm, đặc hữu ở California cũng là nơi phát hiện đầu tiên loài lan này ở dọc theo dãy Sierra Nevada và phân bố rải rác ở quận Colusa, California. Nó sinh sống ở những khu rừng lá kim và chaparral. Loài này được tách khỏi loài Piperia unalascensis vào năm 1993.
Cây mọc thẳng đứng, cao tối đa nửa mét. Các lá gốc hẹp và giống lá cỏ, dài trên 16cm nhưng rộng chưa đến 2cm. Lá trên cây mọc thưa dần đến ngọn. Trên cùng là chùm hoa trông giống hoa oải hương với khoảng hơn 100 bông hoa nhỏ. Hoa không mùi, màu xanh lục trong mờ, lá đài cong hình lưỡi liềm, cánh hoa cong và dài khoảng vài mm. Hoa của loài này được phân biệt với loài P. unalascensis nhờ cựa hoa ngắn hơn tương xứng với môi hoa.
Đã phát hiện được 19 cá thể của loài này, một số vẫn còn được trồng tại công viên quốc gia Yosemite. Số còn lại sống trong những khu rừng không được bảo vệ và đang bị ảnh hưởng bởi hoạt động khai thác gỗ.